# IbW Höhere Fachschule Südostschweiz
Die ibW Höhere Fachschule Südostschweiz ist eine Weiterbildungseinrichtung des tertiären Bildungsbereichs mit Hauptsitz in der Bündner Kantonshauptstadt Chur. Sie entstand 1990 aus dem ehemaligen Institut für berufliche Weiterbildung, von dem das Kürzel ibW erhalten geblieben ist. Das Schulgebäude befindet sich unmittelbar am Bahnhof Chur und grenzt mit einem Teil des Gebäudekomplexes an das Bildungszentrum Gesundheit und Soziales. Die ibW ist Teil des Campus Graubünden. Mit über 1400 Studierenden und gegen 4000 Kursteilnehmenden ist die ibW die grösste Weiterbildungsinstitution der Höheren Berufsbildung in der Südostschweiz.

## Struktur
Die ibW besteht seit 1990 als eine kantonal anerkannte und subventionierte Institution auf dem Niveau einer Höheren Fachschule. Sie unterhält Schul-Standorte in Sargans, im glarnerischen Ziegelbrücke und in Maienfeld (2), wo 2008 das Bildungszentrum Wald integriert wurde und wo 2018 im Stadt-Zentrum die Schule für Gestaltung Graubünden gegründet wurde.
Unterteilt ist die ibW in sechs Teilschulen:
- Wirtschaft
- Technik und Informatik
- Holz, Bau und Energie
- Wald
- Schule für Gestaltung Graubünden
- Sprachen, Didaktik und Lifestyle

## Angebot
Die Angebote umfassen rund 30 Abteilungen mit über 100 eidg. anerkannten Lehrgängen und reichen von HF-Abschlüssen über eidgenössische Diplome und Fachausweise bis zu Kursen der allgemeinen Erwachsenenbildung.